# Mary and the Witch's Flower
Mary and the Witch's Flower (メアリと魔女の花, Meari to Majo no Hana) is een Japanse animefilm uit 2017, geregisseerd door Hiromasa Yonebayashi en geproduceerd door Studio Ponoc. De film is gebaseerd op de roman The Little Broomstick uit 1971 van Mary Stewart.

## Verhaal
De elfjarige Mary is net verhuisd naar Redmanor waar ze op het landgoed van haar groottante Charlotte gaat wonen. Tijdens een wandeling in het bos ontdekt ze "de bloem van de heks" die slechts om de 7 jaar bloeit en die haar in staat stelt om één nacht magische krachten te bezitten en de heksenschool van Endor te bezoeken.

## Stemverdeling
| Personage                        | Originele stem    | Engelse stem           |
| -------------------------------- | ----------------- | ---------------------- |
| Mary                             | Hana Sugisaki     | Ruby Barnhill          |
| Peter                            | Ryunosuke Kamika  | Louis Ashbourne Serkis |
| Madama Mumblechook               | Yūki Amami        | Kate Winslet           |
| Doctor Dee                       | Fumiyo Kohinata   | Jim Broadbent          |
| Roodharig meisje/jonge Charlotte | Hikari Mitsushima | Teresa Gallagher       |
| Flanagan                         | Jiro Sato         | Ewen Bremner           |
| Zebedee                          | Kenichi Endo      | Rasmus Hardiker        |
| Banks                            | Eriko Watanabe    | Morwenna Banks         |
| Charlotte                        | Shinobu Otake     | Lynda Baron            |
| Lichtfee                         | Saori Hayami      | Rebecca Louise Kidd    |

## Productie
Mary and the Witch's Flower is de eerste langspeelfilm van de in 2015 opgerichte Studio Ponoc. Componist Muramatsu Takatsugu, die onder andere ook de muziek van When Marnie Was There componeerde, verzorgde ook de muziek van deze film.

### Release en ontvangst
De film ging op 8 juli 2017 in Japan in première in 458 bioscopen en behaalde voor zijn openingsweekend een tweede plaats in de Japanse box office met een opbrengst van 3,75 miljoen Amerikaanse dollar. De film bracht in totaal 41,3 miljoen Amerikaanse dollar op
De film kreeg overwegend positieve kritieken van de filmcritici met een score van 86% op Rotten Tomatoes, gebaseerd op 69 beoordelingen.